# Зарайская улица (Москва)

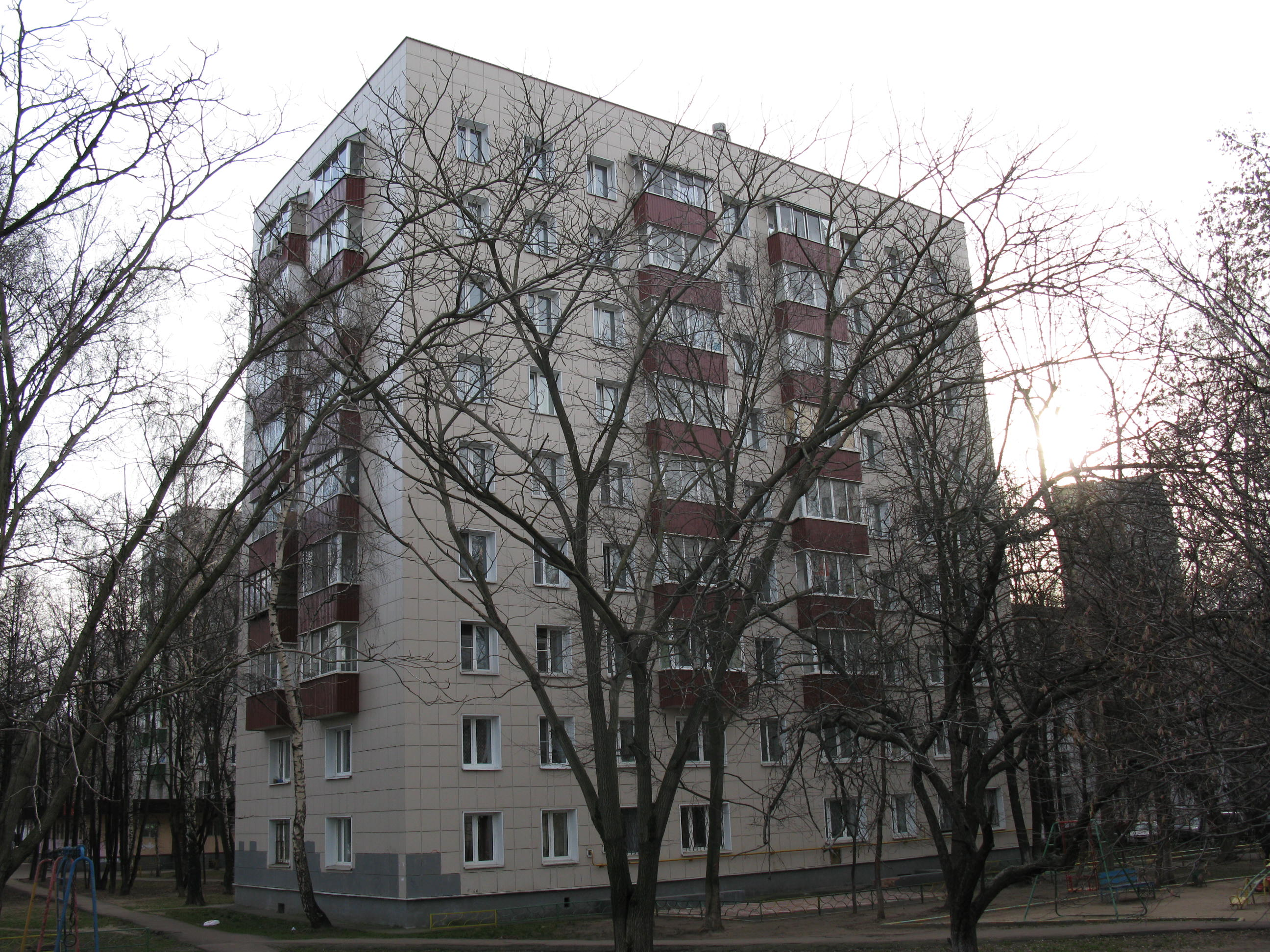
Жилой дом на Зарайской улице

Зара́йская улица — улица, расположенная в Юго-Восточном административном округе на территории Рязанского района города Москвы. Расположена между платформой Чухлинка и 1-й Институтской улицей.

## История
Нынешняя Зарайская улица ранее входила в состав подмосковного посёлка Плющево как 1-й Средний просек и 2-й Средний просек, происхождения названий которых доподлинно не установлены. Просеки были застроены малоэтажными деревянными домами. В 1960 году эта территория вошла в состав Москвы. Современное название улица получила 20 мая 1964 года в честь города Зарайска в связи с расположением на юго-востоке Москвы. С 1960-х годов застраивалась многоквартирными жилыми домами.

## Расположение
Зарайская улица берёт начало рядом с железнодорожной платформой Чухлинка на перекрёстке 1-го Казанского просека и улицы Коновалова. Представляет собой продолжение Карачаровского шоссе. Улица идёт на юго-восток до дома 70, где заканчивается пересечением с 1-й Институтской улицей. У дома 5 пересекается с улицей Маёвок, а у дома 46 корпус 1 — с Луховицкой улицей.

## Транспорт
По самой улице не курсирует общественный транспорт. Около улицы находятся платформы: Плющево (МЦД-3) Казанского направления и Чухлинка (МЦД-4) Горьковского направления. Ближайшие станции метро — «Стахановская» и «Окская».

## Организации

### По нечетной стороне
- Дом 35 — супермаркет «Пятерочка», магазин пива "Пивной Рай"
- Дом 37А — универсам «Магнит»
- Дом 53 — супермаркет «Пятерочка»
- Дом 55 — Государственное бюджетное общеобразовательное учреждение города Москвы «Школа № 777 имени Героя Советского Союза Е. В. Михайлова», корпус № 4[5]

### По четной стороне
- Дом 22 — ГБОУ СОШ № 777 Дошкольное отделение № 3 (детский сад)
- Дом 24 — НОУ СОШ Академическая гимназия, детский сад Интеграл[6]
- Дом 56А — Государственное бюджетное учреждение культуры «Централизованная библиотечная система» ЮВАО Центральная библиотека № 106. Архитектор здания — Д. П. Король[7].
- Дом 70 — Государственное бюджетное образовательное учреждение дополнительного образования города Москвы Дворец творчества детей и молодежи имени А. П. Гайдара — территориальный отдел Рязанский